# Challenger de Braunschweig 2015
El torneo Sparkassen Open 2015 es un torneo profesional de tenis. Pertenece al ATP Challenger Series 2015. Se disputará su 22.ª edición sobre superficie tierra batida, en Braunschweig, Alemania entre el 6 al el 11 de julio de 2015.

## Jugadores participantes del cuadro de individuales
| Favorito | País                            | Jugador                 | Rank1 | Posición en el torneo |
| -------- | ------------------------------- | ----------------------- | ----- | --------------------- |
| 1        | Bandera de España               | Pablo Carreño Busta     | 67    | Cuartos de final      |
| 2        | Bandera de España               | Marcel Granollers       | 72    | Primera ronda         |
| 3        | Bandera de Alemania             | Alexander Zverev        | 74    | Segunda ronda         |
| 4        | Bandera de Brasil               | João Souza              | 81    | Segunda ronda         |
| 5        | Bandera de Bosnia y Herzegovina | Damir Džumhur           | 88    | Segunda ronda         |
| 6        | Bandera de Moldavia             | Radu Albot              | 108   | Primera ronda         |
| 7        | Bandera de España               | Daniel Muñoz de la Nava | 109   | Segunda ronda         |
| 8        | Bandera de Alemania             | Matthias Bachinger      | 110   | Segunda ronda         |

- 1 Se ha tomado en cuenta el ranking del 29 de junio de 2015.

### Otros participantes
Los siguientes jugadores recibieron una invitación (wild card), por lo tanto ingresan directamente al cuadro principal (WC):
- Florian Mayer
- Mischa Zverev
- Maximilian Marterer
- Daniel Brands

Los siguientes jugadores ingresan al cuadro principal tras disputar el cuadro clasificatorio (Q):
- Rogerio Dutra Silva
- Dimitar Kuzmanov
- Jason Kubler
- Karen Jachanov

## Campeones

### Individual Masculino
- Filip Krajinović derrotó en la final a  Paul-Henri Mathieu, 6–2, 6–4

### Dobles Masculino
- Sergey Betov /  Michail Elgin derrotaron en la final a  Damir Džumhur /  Franko Škugor, 3–6, 6–1, [10–5]